# A bérgyilkosság
A bérgyilkosság (hangul: 암살, Amszal, handzsa: 暗殺, RR: Amsal; angolul: Assassination) 2015-ben bemutatott dél-koreai történelmi akciófilm, kémfilm, melyet Cshö Donghun (Choi Dong-hun) rendezett. Az 1930-as években, japán megszállás alatt lévő Koreában játszódó történet főszereplői Cson Dzsihjon (Jeon Ji-hyeon), I Dzsongdzse (Lee Jeong-jae), Ha Dzsongu (Ha Jeong-u), O Dalszu (O Dal-su) és Cso Dzsinung (Jo Jin-ung).
Magyarországon a Titanic Filmfesztivál keretében került bemutatásra 2016 áprilisában a Toldi és az Uránia mozikban.

## Cselekmény
Korea japán megszállás alatt szenved, a Sanghajban tevékenykedő ideiglenes koreai kormány elkeseredett szabadságharcot vív a japánok ellen. Egyik tisztjüket, Jom (Yeom)ot megbízzák, hogy gyűjtsön össze három függetlenségi harcost, akiknek a feladata egy Kavagucsi nevű japán tábornok és Kang Inguk japánbarát koreai üzletember meggyilkolása lesz. A csapat élére a mesterlövész An Ogjon (An Ok-yeon) kerül. Jom (Yeom)ot azonban egy korábbi merénylet során elfogták a japánok és addig kínozták, míg végül hűséget esküdött nekik. Jom (Yeom) felbérel egy bérgyilkost, a koreai származású Hawaii Pisztolyt, hogy ölje meg a három merénylőt.

## Szereplők
- Cson Dzsihjon (Jeon Ji-hyeon) (전지현): An Ogjon (An Ok-yeon)/Micuko
- I Dzsongdzse (Lee Jeong-jae) (이정재): Jom Szokcsin (Yeom Seok-jin)
- Ha Dzsongu (Ha Jeong-u) (하정우): Hawaii Pisztoly
- O Dalszu (O Dal-su) (오달수): Öreg
- Cso Dzsinung (Jo Jin-ung) (조진웅): Nagy Puska
- Cshö Dongmun (Choi Deong-mun) (최덕문): Hvang Dokszam (Hwang Deok-sam)
- I Gjongjong (Lee Gyeong-yeong) (이경영): Kang Inguk
- Kim Hongpha (Kim Hong-pa) (김홍파): Kim Gu (김구)

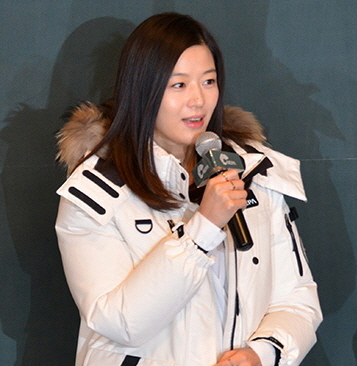
Cson Dzsihjon (Jeon Ji-hyeon)
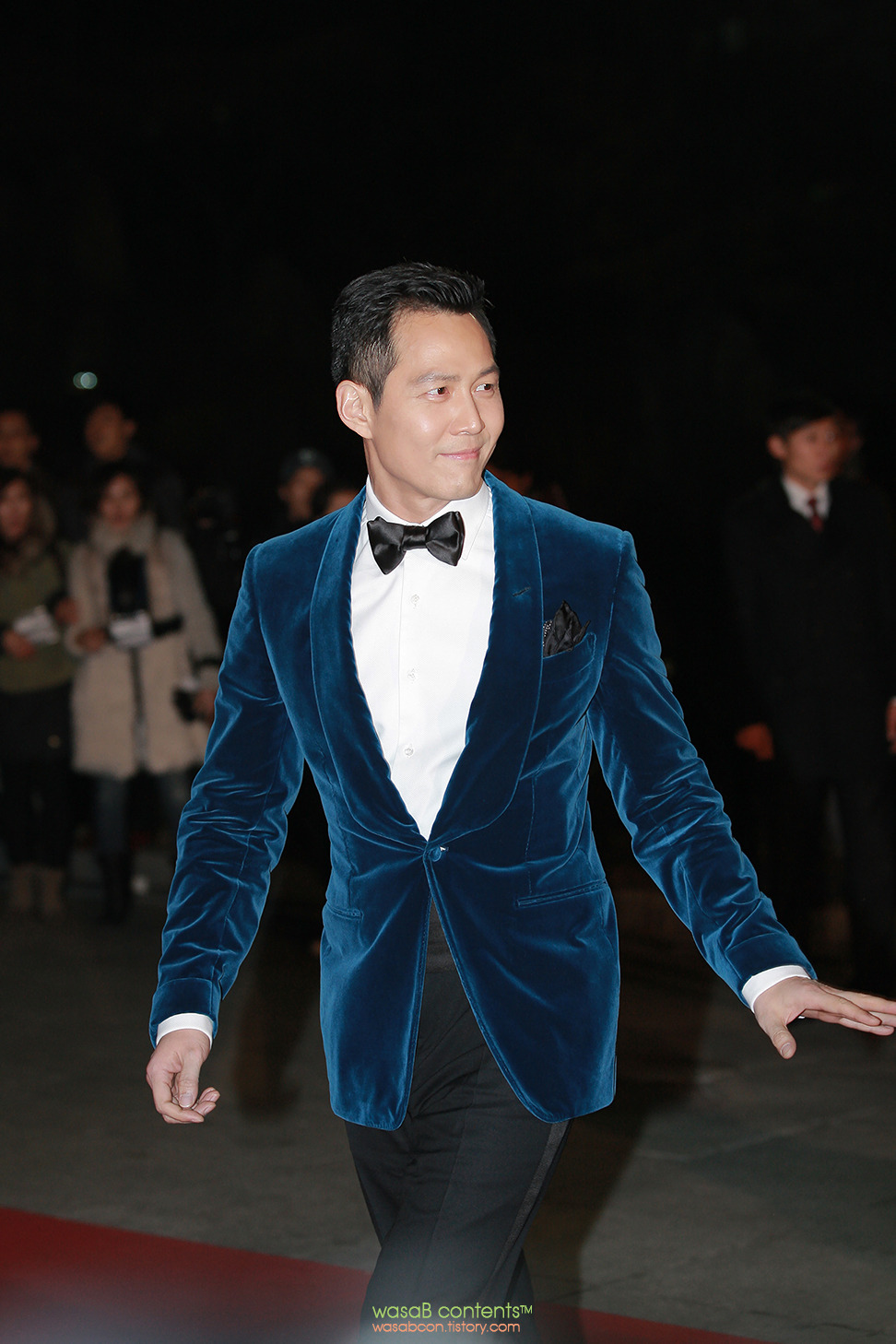
I Dzsongdzse (Lee Jeong-jae)
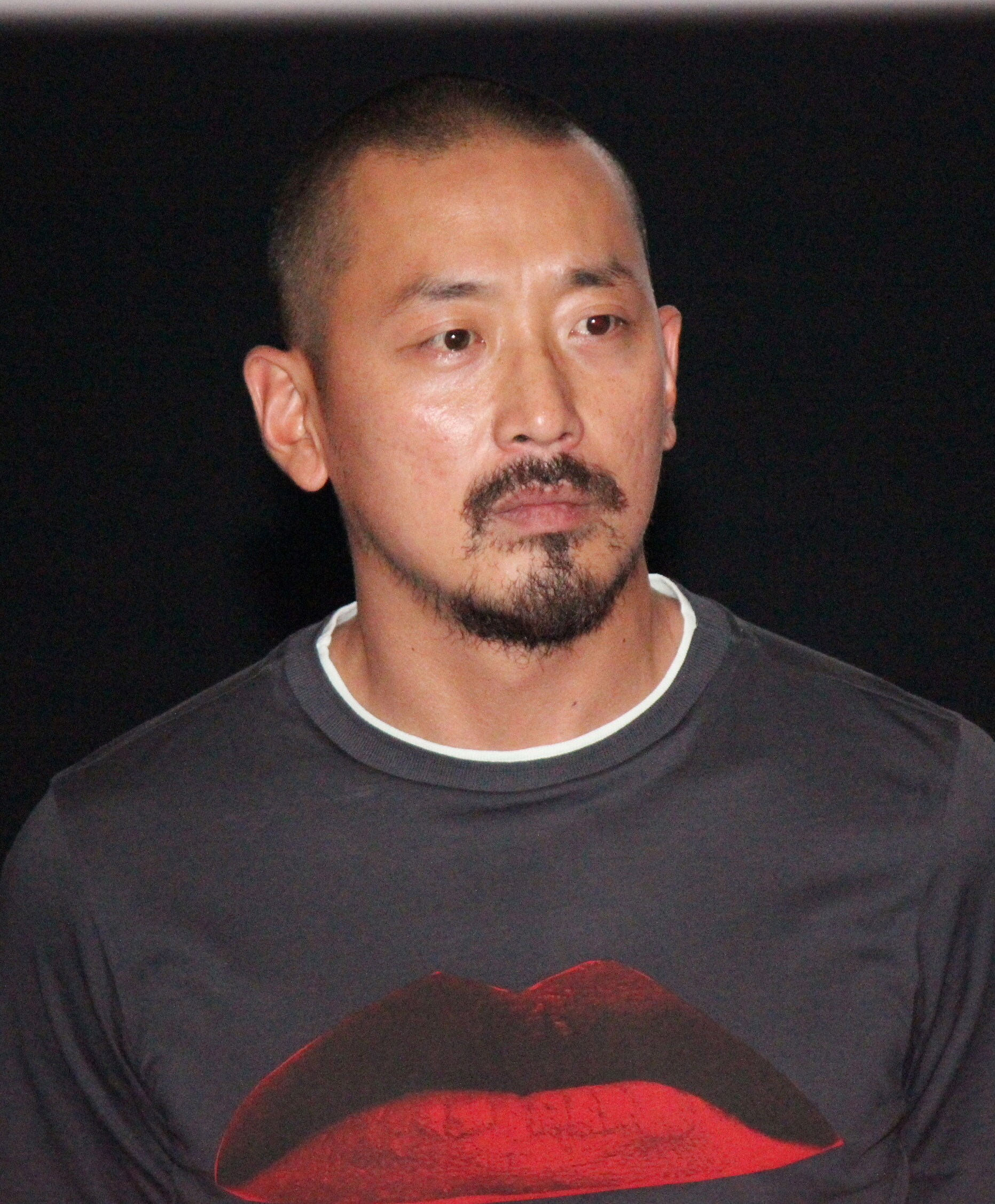
Ha Dzsongu (Ha Jeong-u)
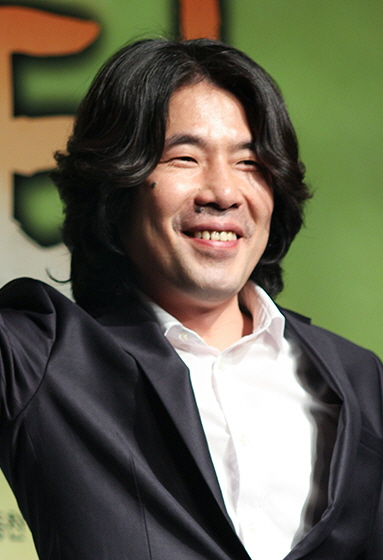
O Dalszu (O Dal-su)
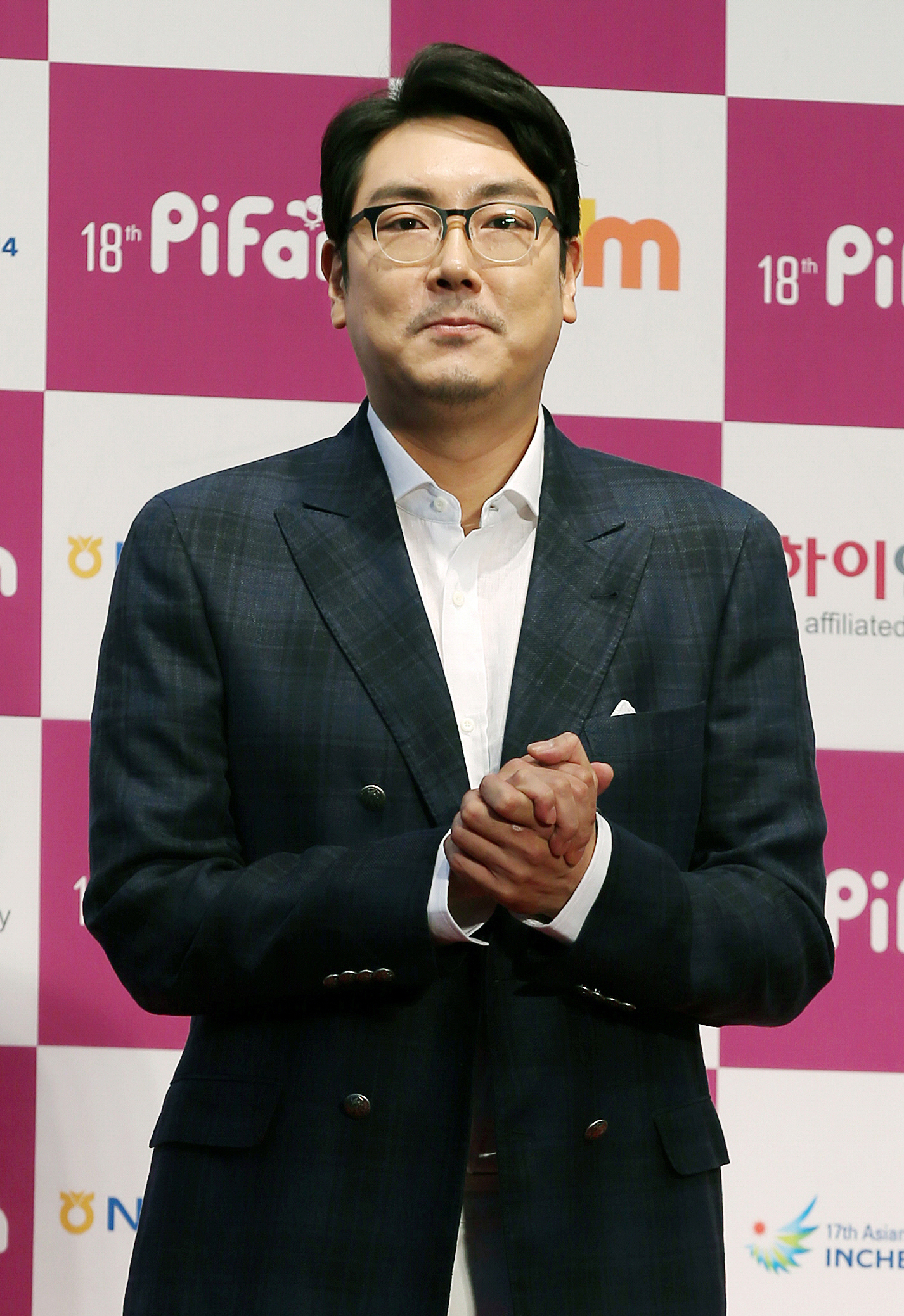
Cso Dzsinung (Jo Jin-ung)
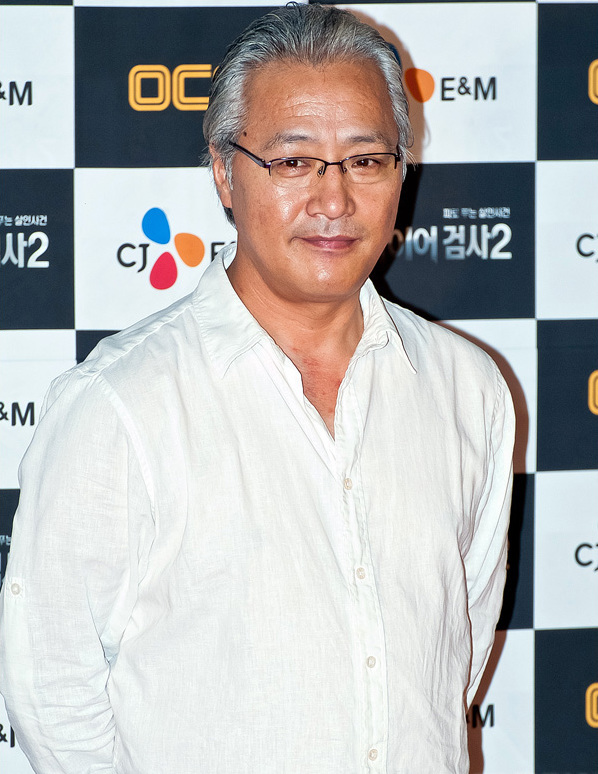
I Gjongjong (Lee Gyeong-yeong)

## Forgatás és fogadtatás
A filmet részben Dél-Koreában, részben Kínában forgatták, a Kjonggi (Gyeonggi) tartománybeli Kojang (Goyang)ban 13 500 négyzetméteres díszletet építettek a korhű Szöulhoz, a kínai jeleneteket egy Sanghajhoz tartozó kistelepülésen, Csötun (Chedun)ban rögzítették, ahol korábban például az Ellenséges vágyakat forgatták. Az alkotást 12 705 700 néző látta Dél-Koreában, amivel az egyik legsikeresebb a koreai filmművészet történetében.